# Metachromadora asupplementa
Metachromadora asupplementa är en rundmaskart som först beskrevs av Crites 1961.  Metachromadora asupplementa ingår i släktet Metachromadora och familjen Desmodoridae. Inga underarter finns listade i Catalogue of Life.